# Agios Ioannis (Festos)
Agios Ioannis (griechisch Άγιος Ιωάννης ‚Heiliger Johannes‘) ist ein Ort im Süden der griechischen Insel Kreta, 700 Meter südlich des Ausgrabungsgeländes von Phaistos. Das Dorf befindet sich auf dem Gelände der Unterstadt der antiken Metropole. Es gehört als Teil der Ortsgemeinschaft Kamilari zum Gemeindebezirk Tymbaki in der Gemeinde Festos.

## Benennung
Es gibt unterschiedliche Angaben, nach wem der Ort benannt wurde. Einmal wird der Missionar Johannes der Fremde, der aus dem Nachbarort Sivas stammte, genannt. Andere glauben, dass der Apostel Johannes, dem die Dorfkirche geweiht ist und dessen Fest man am 26. September im Ort feiert, für den Namen Pate stand. Eine Inschrift in der Kirche Agios Pavlos besagt, dass sie in der Nähe des Ortes Baptistira errichtet wurde. Deshalb wurde die Vermutung geäußert, dass der Ort ursprünglich Agios Ioannis o Baptistis (griechisch Άγιος Ιωάννης ο Βαπτιστής ‚Johannes der Täufer‘) hieß. Im Volksmund wird der Ort auch Loutro (griechisch Λουτρό ‚Bad‘) genannt.

## Sehenswertes
Die Dorfkirche Agios Ioannis Theologos stammt aus dem 16. Jahrhundert. Im Ort findet man die Ruinen des Turms des Agriolidis aus dem 17. Jahrhundert und eine alte Raki-Destillerie. 130 Meter westlich des Ortes auf dem Friedhof befindet sich das alte Kirchlein Agios Pavlos. Folgt man der Straße nach Matala kommt man nach etwa 200 Meter zu einem geometrischen und zwei römischen Gräbern. Nördlich bei dem Ausgrabungsgelände von Phaistos steht die Klosterkirche Agios Georgios Falandras.

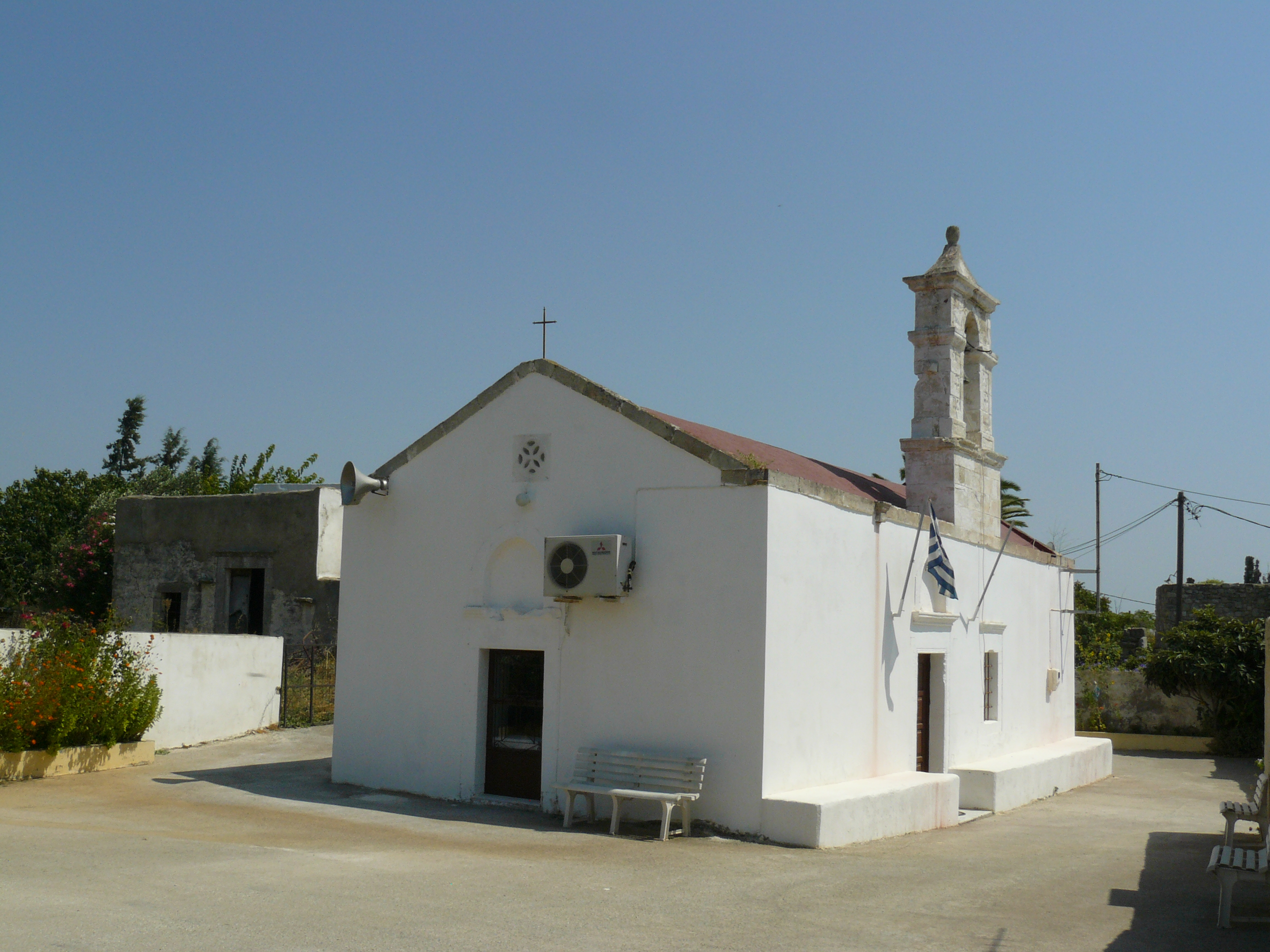
Kirche Agios Ioannis Theologos
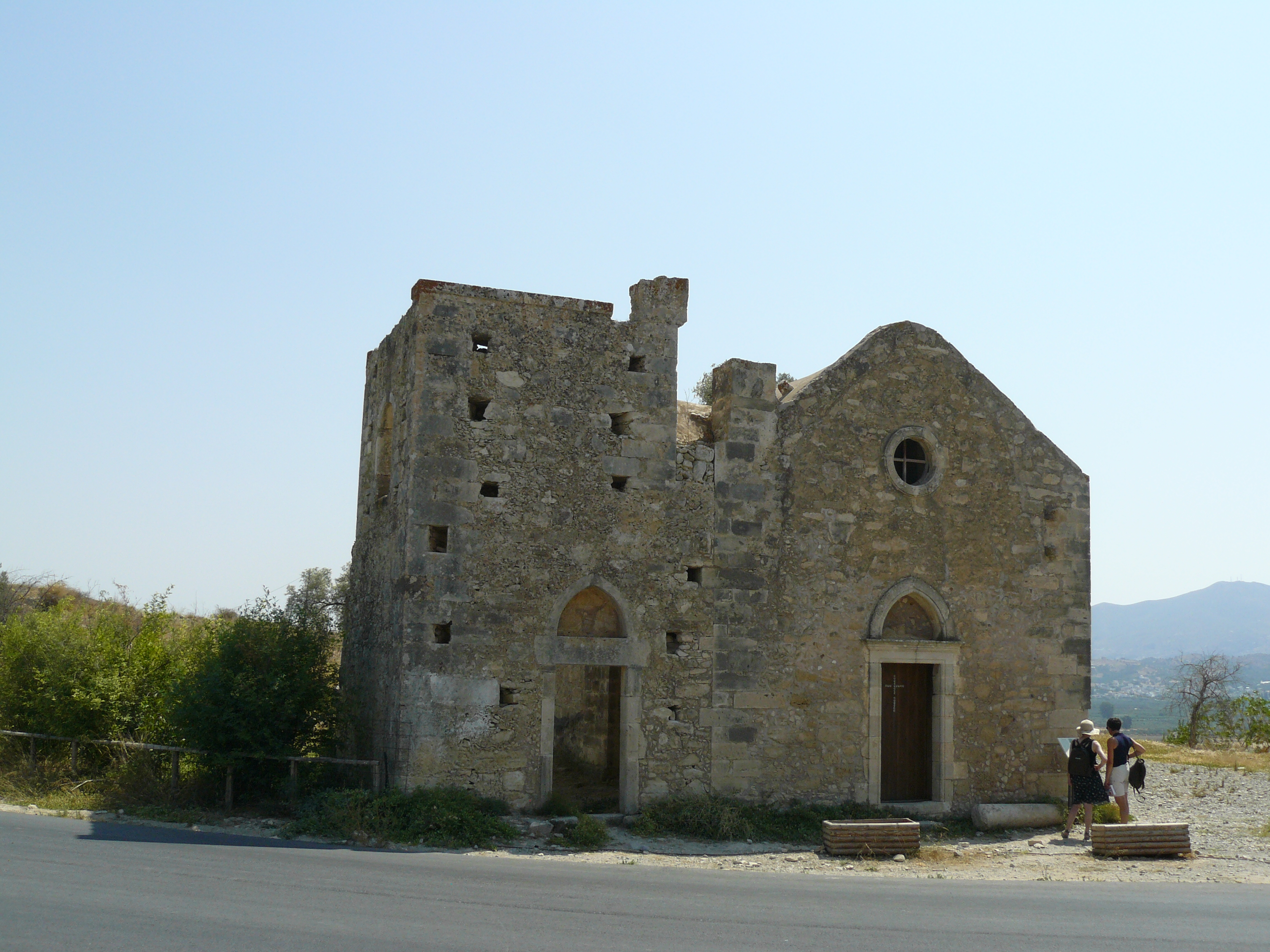
Kirche Agios Georgios Falandras
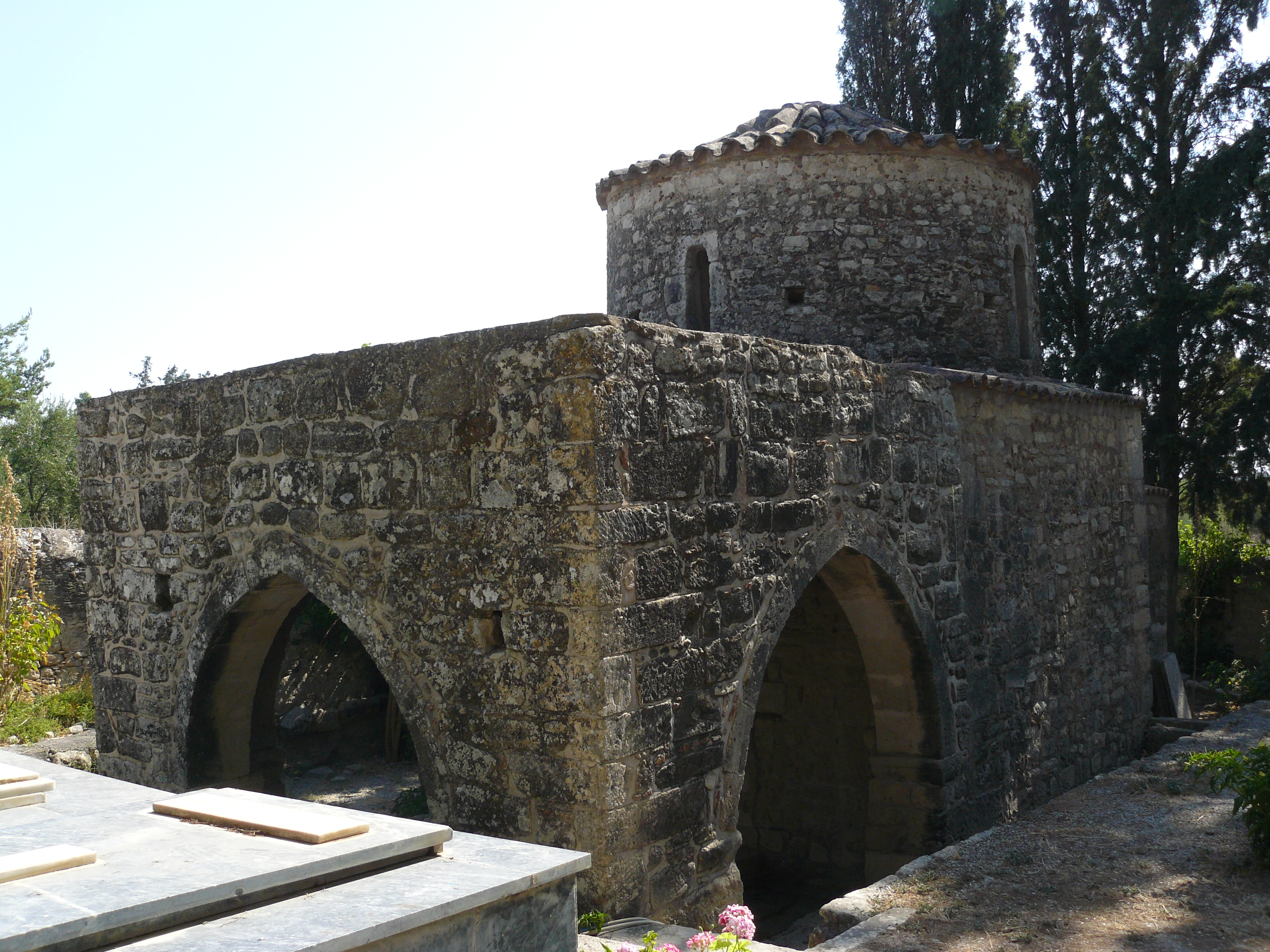
Kirche Agios Pavlos
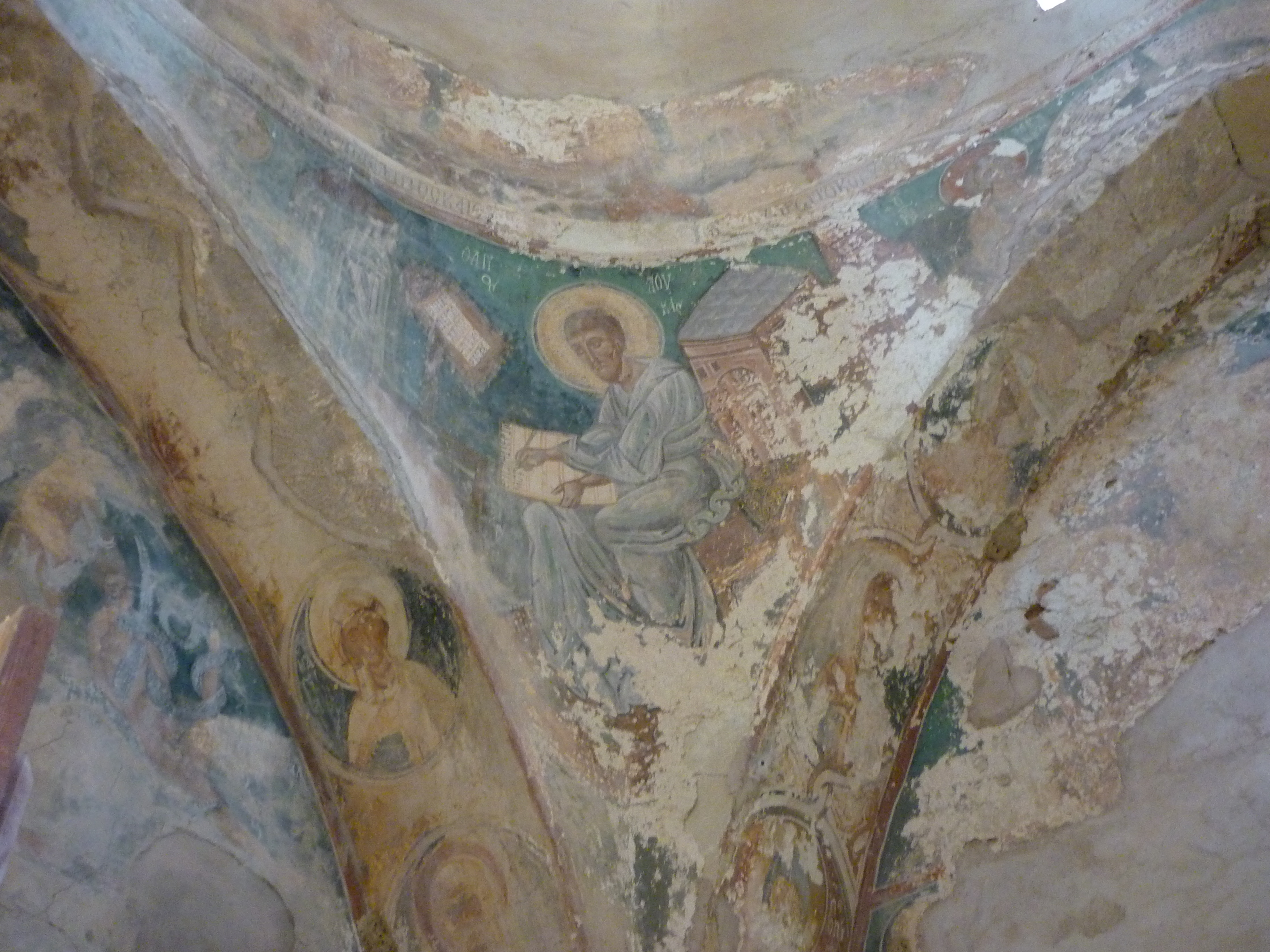
Wandmalerei in der Kirche Agios Pavlos mit dem Evangelisten Lukas, darüber befindet sich die Inschrift aus dem Jahre 1303/4

## Agios Georgios Falandras
Agios Georgios Falandras ist eine frühvenezianische Kirche aus dem 16. Jahrhundert des ehemaligen gleichnamigen Mönchsklosters. Der Name Falandras leitet sich von Filanda ab, was so viel wie ‚Textilfabrik‘ bedeutet, und erinnert an die Seidenraupenzucht der Mönche. Das Kloster stand wahrscheinlich an dem Ort Melikas, an dem Johannes der Fremde bereits im 10. Jahrhundert die Kirche Agios Georgios Douvrikas gründete. 1821 wurden das Kloster und die Kirche von den Türken zerstört und schließlich aufgegeben. Das Gotteshaus wurde später wieder errichtet.
Ursprünglich war die Kirche zweischiffig geplant. Während das rechte bestehende Schiff dem Heiligen Georg geweiht war, wurde das linke Schiff für die Jungfrau Maria nie fertiggestellt. Der Glockenturm wurde später in einen zweistöckigen Wohnturm umgebaut.

## Agios Pavlos
Die Agios Pavlos-Kirche ist eine der ältesten Kirchen auf Kreta. Sie ist dem Apostel Paulus von Tarsus geweiht und erinnert daran, dass dieser einst auf Kreta landete und vielleicht sogar an Ort und Stelle Einheimische taufte. Wahrscheinlich schon im 5. bis 6. Jahrhundert wurde der hintere Teil vermutlich als Taufkapelle errichtet. Anfang des 14. Jahrhunderts wurde der Mittelteil mit Tambourkuppel angebaut und der ältere Teil zum Altarraum umfunktioniert. Über den Bögen verläuft auf dem sogenannten Kämpfer eine Inschrift rings herum. Sie besagt, dass im Jahre 1303/04 Kaiser Andronikos II. Palaiologos, seine zweite Frau Yolande von Montferrat und sein Sohn aus erster Ehe Michael IX. Palaiologos die Kirche renovieren und umgestalten ließen. In venezianischer Zeit wurde die offene Vorhalle angebaut.
Die wenigen erhaltenen Fresken aus dem 14. Jahrhundert gehören zu den ältesten im paläologischen Stil und folgen noch den ästhetischen Prinzipien des komnenischen Typus. Sie zeigen Szenen aus dem Leben des Apostels Paulus, eine Kreuzigung und die Bestrafung von Sündern in der Hölle.